# Ренче (Словенија)
Ренче (словен. Renče, итал. Ranziano) је насељено место у општини Ренче-Вогрско, Горишка регија, Словенија.

## Историја
До територијалне реорганизације у Словенији било је у саставу старе општине Нова Горица.

## Становништво
У попису становништва из 2011. године, Ренче је имало 1.937 становника.
| Број становника према пописима | Број становника према пописима | Број становника према пописима |
| ------------------------------ | ------------------------------ | ------------------------------ |
| 1991                           | 2002                           | 2011                           |
| 217                            | 1.857                          | 1.937                          |

Напомена: Године 1998. повећана за насеља Арчони, Лукежичи, Мартинучи, Мерљаки, Мохорини, Реншки Подкрај и Жигони, која су укинута.